# 323 v.Chr.

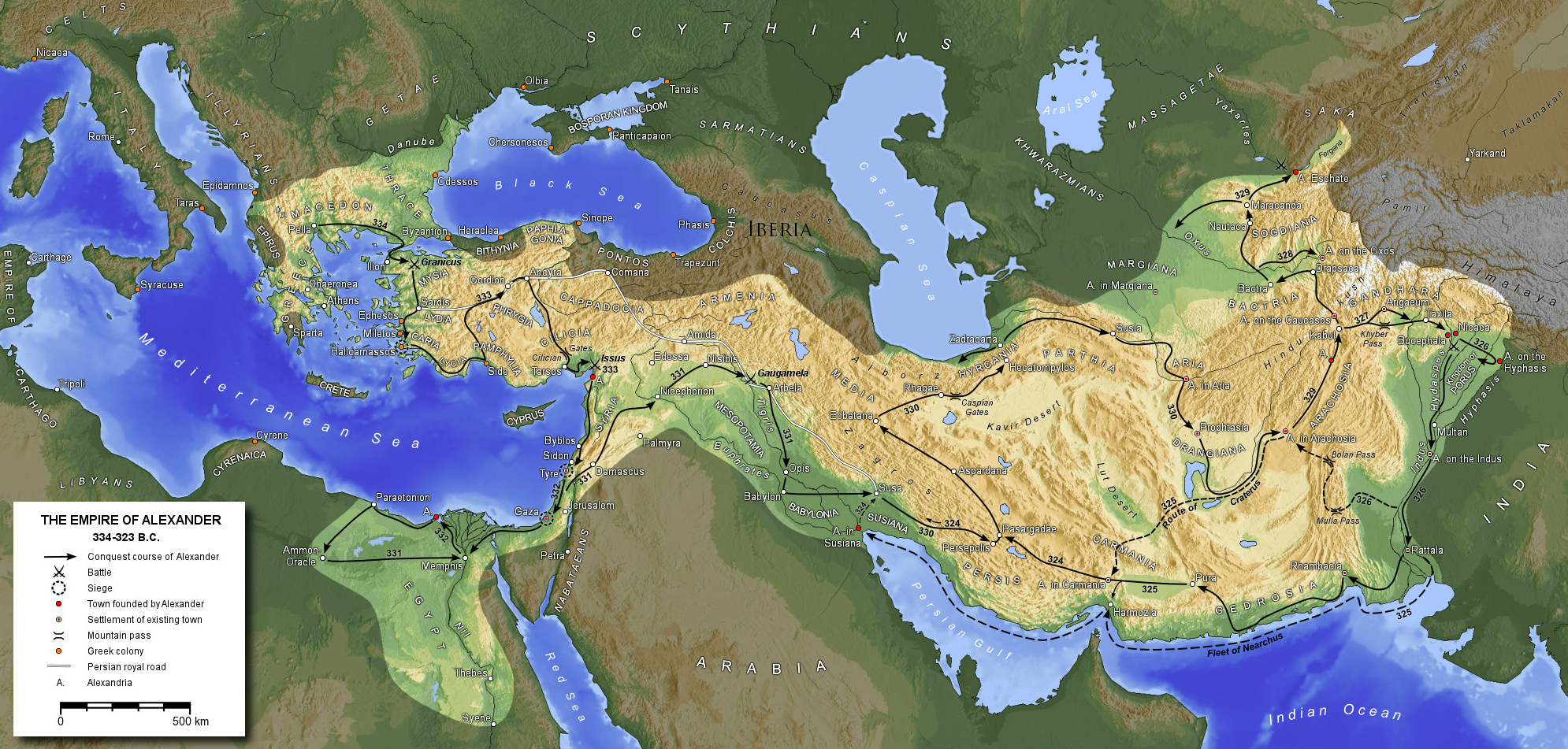
Het rijk van Alexander

Het jaar 323 v.Chr. is een jaartal in de 4e eeuw v.Chr. volgens de jaartelling.

## Gebeurtenissen

### Perzië
- Alexander maakt plannen voor een veroveringstocht over zee naar het Arabisch schiereiland.
- 10 juni - Alexander de Grote overlijdt in het paleis van Babylon aan hoge koorts. Mogelijk is een overdosis nieskruid hem fataal geworden. Een andere theorie zou zijn dat Alexander overleed aan syfilis.
- Op zijn sterfbed werd Alexander gevraagd zijn opvolger aan te wijzen, met zijn laatste woorden mompelde hij: "de sterkste".
- Philippus III van Macedonië bestijgt de troon, Perdiccas wordt als regent aangewezen.
- Het Macedonische Rijk wordt verdeeld onder de generaals (diadochen) van Alexander de Grote:
  - Antipater, Craterus en Perdiccas vormen een driemanschap over Macedonië en Griekenland.
  - Antigonus I, bijnaam (de Eénoog) - wordt gouverneur van Lycië en Pamphylië.
  - Lysimachus, krijgt het bestuur over Thracië en Klein-Azië.
  - Ptolemaeus I, krijgt het bestuur over Egypte.
  - Eumenes van Cardië, wordt gouverneur van Cappadocië.
  - Seleucus I, krijgt het bestuur over Mesopotamië.
- Roxane laat Stateira II de tweede vrouw van Alexander de Grote in Babylon vermoorden.

### Griekenland
- Aristoteles wordt in Athene als collaborateur beschouwd en beschuldigd van landverraad, hij vlucht naar Chalkis in Euboea.
- Theophrastus wordt als leider de opvolger van Aristoteles op het Lyceum van de Peripatetische School.
- Demosthenes keert terug naar Athene en dwingt de volksvergadering om de onafhankelijkheid van de Griekse stadstaten.
- Epicurus arriveert in Athene om zijn militaire verplichtingen als efebe te vervullen.

### Italië
- Alexander van Epirus wordt tijdens de aftocht met zijn expeditieleger in Zuid-Italië gedood.

## Geboren
- Alexander IV van Macedonië, zoon van Alexander de Grote en Roxane

## Overleden
- Alexander de Grote (33), koning van Macedonië en veroveraar van het Perzische Rijk
- Alexander van Epirus (~370 v.Chr. - ~323 v.Chr.), koning van Epirus (47)
- Diogenes van Sinope (81), Grieks filosoof
- Lycurgus (73), Atheens politicus en redenaar
- Stateira II, dochter van koning Darius III